# Josef Maria Baernreither
Josef Maria Baernreither, též Joseph Maria Baernreither (12. dubna 1845 Praha – 19. září 1925 Teplice), byl rakousko-uherský, respektive předlitavský (český) soudce a politik, koncem 19. století ministr obchodu Předlitavska ve vládě Franze Thuna, za první světové války ministr bez portfeje ve vládě Heinricha Clam-Martinice.

## Biografie
Vystudoval práva na Karlo-Ferdinandově univerzitě v Praze, kde roku 1871 získal titul doktora práv. Působil jako soudce u pražského obchodního soudu, později u trestního soudu. Od roku 1874 byl soudním adjunktem v Liberci. Následujícího roku působil krátce u zemského soudu v Praze a téhož roku nastoupil na vídeňské ministerstvo spravedlnosti. Od roku 1878 zasedal jako poslanec na Českém zemském sněmu, kam byl zvolen ve velkostatkářské kurii a kde se začlenil do frakce ústavověrného velkostatku.
Stal se i poslancem Říšské rady (celostátní zákonodárný sbor). Podle některých zdrojů již v roce 1883, podle jiných až ve volbách do Říšské rady roku 1885 (velkostatkářská kurie v Čechách). Mandát ve vídeňském parlamentu obhájil za tuto kurii i ve volbách do Říšské rady roku 1891, volbách do Říšské rady roku 1897 a volbách do Říšské rady roku 1901 a setrval zde do konce funkčního období sněmovny, tedy do roku 1907.
Po volbách roku 1885 patřil do klubu Sjednocené levice, do kterého se spojilo několik ústavověrných proudů německých liberálů. Po rozpadu Sjednocené levice přešel do frakce Německorakouský klub. V roce 1890 se uvádí jako poslanec obnoveného klubu německých liberálů, nyní oficiálně nazývaného Sjednocená německá levice. Ve volbách roku 1891 byl na Říšskou radu zvolen opět za Sjednocenou německou levici. Po volbách roku 1897 se uvádí jako člen klubu ústavověrných velkostatkářů.
Kvůli politické dráze opustil post ministerského úředníka a profesně působil u vídeňského zemského soudu, později se zcela zaměřil na profesionální politickou činnost. V parlamentu se zasloužil o soudní reformu a patřil mezi výrazné osobnosti německé liberální scény.
První vrchol jeho politické kariéry nastal koncem 19. století za vlády Franze Thuna, v níž se stal ministrem obchodu. Funkci zastával v období 7. března 1898 – 4. října 1898. Jako ministr spustil přípravy k přijetí nového zákona o cenných papírech. Thunova vláda ovšem netrvala dlouho, Baernreither ji opustil už v říjnu 1898. Na přelomu století vrcholilo česko-německé napětí v Čechách. V letech 1900-1905 se proto věnoval převážně tématům národnostního vyrovnání v Čechách, později se orientoval na ochranu dětí a roku 1907 inicioval konání prvního kongresu na ochranu dětí v Salcburku.
V roce 1908 (podle jiných zdrojů v roce 1907) byl jmenován členem Panské sněmovny. Zde se připojil k frakci ústavověrné levice. Byl členem společné delegace předlitavského a uherského parlamentu a stal se odborníkem na Bosnu a jihoslovanskou otázku, jejíž vyřešení považoval za klíčový problém monarchie.
Opětovně se na ministerskou pozici dostal až za první světové války, kdy byl ministrem bez portfeje ve vládě Heinricha Clam-Martinice (od 20. prosince 1916 do 22. června 1917). Jako ministr se snažil rozvíjet sociální péči. Po rozpadu monarchie se stáhl z aktivního politického života.
Zemřel roku 1925 v Teplicích a byl pohřben v rodinné hrobce na Olšanských hřbitovech v Praze.